# 姜宸英
姜宸英（1628年—1700年），字西溟，號湛園，又號韋間。浙江慈谿縣（在今宁波市境）人，明末清初書法家、史学家。

## 生平
初以布衣荐修明史，曾撰《张使君提调陕西乡试闱政记》。
康熙二十八年，徐乾學被彈劾告假歸田，奉命即家纂修《大清一統志》，姜宸英與黃虞稷偕行，後設局於洞庭東山。
康熙三十六年（1697年），七十歲始舉進士，康熙帝亲置于一甲第三名（探花），授翰林院編修。
康熙三十八年（1699年），任順天府鄉試副考官。是科发榜后，物议沸腾，當時落第士子戲稱：“老姜全无辣气，小李大有甜头。”因科場案牽連，十一月丁酉（初三日），被江南道御史鹿祐弹劾，姜宸英與李蟠入獄，次年正月二十一日，宸英饮药自尽，死於獄中，年七十三。
不久康熙帝得知浙江宁波考生姚观確有文才，下旨释放姜宸英，追回被充军的李蟠。康熙得知宸英已於獄中自盡，痛惜咨嗟不已，“举朝知其无罪，莫不叹息”。

## 书法、学术
有文名，与朱彝尊、严绳孙合称“江南三布衣”。擅書法，尤精楷書，宗米芾、董其昌，書法以摹古為本，融合各家之長。與笪重光、汪士鋐、何焯並稱為康熙四大家。曾參與修纂《明史》，史稱為文“宏博雅健，但敘事稍差”。

## 佚事
姜宸英在獄中死前，自拟挽联：
这回算吃亏受罪，只因入了孔氏牢门，坐冷板凳，作老猢狲，只说是限期弗满，竟挨到头童齿豁，两袖俱空，书呆子何足算也；
此去却喜地欢天，必须假得孟婆村道，赏剑树花，观刀山瀑，方可称眼界别开，和这些酒鬼诗魔，一堂常聚，南面王以加之耳。
《清稗類鈔》載姜宸英不食豬肉之事。

## 家族
高祖姜國華，嘉靖三十八年进士；曾祖姜應麟，万历十一年进士。祖父姜思简，父亲姜晋珪。

## 评论
- “西溟少时学米（芾）、董（其昌）书有名，至戊辰后，方用第四指学晋人书，丁丑后方用大指，专工小楷，是时年已七十矣。使其少时即知笔法，力学至老，岂非丰劳功后一人哉？”——杨宾 《大瓢偶笔》

- “韦间先生每临帖多佳，能以自家性情，合古人神理，不似而似，所以妙也。”——《频罗庵论书》

## 著作
- 《湛園未定稿》
- 《湛园题跋》
- 《葦間詩集》
- 《西溟文鈔》
- 《姜先生全集》33卷，后人编撰。

## 延伸阅读
[在维基数据编辑]
 《清史稿/卷484》，出自趙爾巽《清史稿》
 在维基共享资源阅览影像